# 仲萃豪
仲萃豪（1934年—2011年），男，江苏松江（今属上海）人，中国软件工程专家，曾任中国科学院软件研究所研究员、博士生导师。